# Sertularella pellucida
Sertularella pellucida är en nässeldjursart som beskrevs av Jäderholm 1907. Sertularella pellucida ingår i släktet Sertularella och familjen Sertulariidae. Inga underarter finns listade i Catalogue of Life.